# ریمن: انتقام هیلدم
ریمن: انتقام هیدلِم (به انگلیسی: Rayman: Hoodlums' Revenge)  بازی‌ای است که برای گیم بوی ادونس در سال ۲۰۰۵ منتشر شد. ماجرای بازی اندکی پس از وقایع ریمن ۳: هیدلم هاوک رخ می‌دهد و مانند نسخه قبلی خود، از ژانر بازی پلتفرم استفاده می‌کند.